# ورگنقئون
ورگنقئون (به فرانسوی: Vergongheon) یک کمون در فرانسه است که در اوت-لوار واقع شده‌است.

## خصوصیات
ورگنقئون ۱۲٫۶۱ کیلومترمربع مساحت و ۱٬۷۵۸ نفر جمعیت دارد.